# Le Troupeau aveugle
Le Troupeau aveugle (titre original : The Sheep Look Up) est un roman de science-fiction de l'écrivain britannique John Brunner paru en 1972.
Le roman se déroule à la fin du XXe siècle. La pollution chimique est telle que la Méditerranée est un cloaque pestilentiel; certains jours, à New York, il pleut de l'acide et l'eau du robinet n'est pas potable, tout le monde ou presque souffre d'allergies ou d'intolérances, les microbes résistent aux antibiotiques et la vermine aux insecticides, la nourriture est rare et altérée par des pesticides et l'espérance de vie décroît régulièrement. Or l'ultime démarche que tente le philosophe écologiste contestataire Austin Train est vouée à l'échec.

## Résumé
Le livre suit les événements d'un futur monde dystopique sur une année indéterminée, vers la fin du XXe siècle.
Poursuivant le style utilisé dans Tous à Zanzibar, le récit est composé de plusieurs volets, et de nombreux personnages du livre ne se rencontrent jamais ; certains personnages apparaissent seulement dans une ou deux vignettes. De même, au lieu de chapitres, le livre est divisé en sections allant de trente mots à plusieurs pages.
L'intrigue principale tourne autour de cas suspects d'empoisonnement délibéré, par la société américaine Bamberley Trust, de ses approvisionnements alimentaires de secours Nutripon destinés à l'Afrique et à l'Amérique centrale. La nourriture empoisonnée a eu pour effet d'inciter à la folie meurtrière chez les personnes aidées et beaucoup soupçonnent que cela a été conçu par la firme dans le but final d'affaiblir les gouvernements locaux pour exploiter plus facilement les ressources naturelles des pays touchés. Aucune preuve concluante d'empoisonnement délibéré n'a été trouvée lorsque, soudainement, une grave épidémie d'Escherichia Coli muté affecte les États-Unis : des millions de personnes sont incapables de travailler et de produire de la nourriture et les systèmes de filtration de l'eau sont incapables d'éliminer complètement les bactéries de l'eau douce. Les autorités doivent prendre la décision de fournir la nourriture Nutripon discrédité dans leur propre pays comme aide alimentaire indispensable. Il s'avérera plus tard que l'empoisonnement n'était pas volontaire, la nourriture ayant été contaminée par une fuite de produits toxiques stockés dans les montagnes. Avant que l'on ait pu comprendre cela, cette même fuite a pollué l'approvisionnement en eau potable de la ville de Denver entraînant une vague de violence inouïe et la mort de la plupart des habitants. 
À la fin du livre, des émeutes et des troubles civils balayent les États-Unis, en raison d'une combinaison de problèmes de santé, de mauvaises conditions sanitaires, de manque de nourriture, de manque de services, d'inefficacité des services (médicaux, policiers), de désillusion envers le gouvernement/les entreprises, de gouvernement oppressif, de forte incidence des anomalies congénitales (pollution induite), et autres facteurs ; tous les services (militaires, gouvernementaux, privés et infrastructures) se dégradent.
Le décor de l'histoire dépeint un monde sombre et qui se détériore rapidement. Dans les pays développés et dans une grande partie des régions en développement, la pollution industrielle a entraîné la contamination des sols et des sources d'eau douce, provoquant des maladies et des mutations chez les bovins et les nouveau-nés. Les océans du monde sont en particulier en mauvais état à cause de la pollution et les eaux côtières sont le plus souvent recouvertes d'un film huileux puant. La mer Méditerranée est empoisonnée au point d'être irrécupérable, ce qui entraîne des guerres, des famines et des troubles civils dans les pays voisins. De nombreuses espèces animales et les poissons de mer de surface sont au bord de l'extinction, tandis que les oiseaux ne sont plus aussi communs qu'auparavant. Dans les grandes villes comme New York, l'air doit être filtré et purifié à grands frais, et l'utilisation de masques à gaz est recommandée dans la plupart des cas. La santé de la plupart des gens (sinon de tous) a été affectée d'une manière ou d'une autre.
Aux États-Unis, un gouvernement parrainé par des entreprises s'est levé et les troubles raciaux et civils se multiplient. Les voyages à l'étranger sont découragés en raison des attentats terroristes perpétrés contre des avions, tandis que de moins en moins de gens obtiennent leur diplôme car les jeunes sont handicapés mentalement - et aussi physiquement - par la pollution. Le nombre de pauvres augmente tandis que le nombre décroissant de riches s'enferment dans des communautés fortifiées gardées par des mercenaires armés. Un groupe croissant d'activistes conscients de l'environnement se nommant eux-mêmes les « Trainites » — de leur chef caché Austin Train – se tournent lentement vers des actes terroristes pour tenter d'empêcher les entreprises de détruire la Terre. Cependant, ces actes terroristes n'entraînent pas la révolution espérée : ils justifient la répression et finissent par menacer leurs propres membres. Austin Train meurt d'une bombe placée par un extrémiste lui reprochant d'être trop timoré. 
Le personnage d'Austin Train dans The Sheep Look Up (le titre original) joue un rôle similaire à celui de Xavier Conroy dans L'Orbite déchiquetée ou de Chad Mulligan dans Tous à Zanzibar : c'est un universitaire qui, malgré ses prévisions et son interprétation des changements sociaux, est devenu désillusionné par le manque d'écoute de la société. Ce personnage sert à la fois à conduire l'intrigue et à expliquer l'histoire au lecteur.
Le livre se termine par un incendie gigantesque qui embrase tout l'est des Etats-Unis et dont la fumée est perceptible depuis l'Europe.

## Critique
Certains ont reproché à John Brunner d'avoir « oublié ou négligé » les dangers du nucléaire civil.

## Éditions
- The Sheep Look Up, Harper & Row, 1972, 461 p.  (ISBN 0-06-010558-5)
- Le Troupeau aveugle, Robert Laffont, coll. « Ailleurs et Demain » no 34, trad. Guy Abadia, 424 p., 1975 (réédition 1984  (ISBN 2-221-00036-6))
- Le Troupeau aveugle, tome 1, J'ai lu, coll. « Science-fiction » no 1233, 1981, trad. Guy Abadia, 253 p.  (ISBN 2-277-21233-4)
- Le Troupeau aveugle, tome 2, J'ai lu, coll. « Science-fiction » no 1234, 1981, trad. Guy Abadia, 252 p.  (ISBN 2-277-21234-2)
- Le Troupeau aveugle, Le Livre de poche, coll. « Science-fiction » no 7207, avril 1998, trad. Guy Abadia, 544 p.  (ISBN 2-253-07207-9)
- Le Troupeau aveugle, dans le recueil La Tétralogie noire, Mnémos, 22 novembre 2018, trad. Guy Abadia, 1 198 p.  (ISBN 978-2-35408-691-6)